# حاجی آخوند

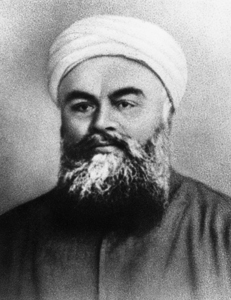
ملا علی اکبر شهمیرزادی معروف به حاجی آخوند

حاجی ملا علی اکبر شهمیرزادی (۱۸۴۲ – ۱۹۱۰) معروف به حاجی آخوند از پیروان بهاءالله، بنیان‌گذار دیانت بهائی بود. او به عنوان ایادی امر منصوب گردید و یکی از نوزده حواری بهاءالله به‌شمار می‌رود.

## پیش‌زمینه
حاجی آخوند در روستای شهمیرزاد ایران به دنیا آمد. او فرزند یک بابی بود و در خانواده ای پرورش یافت که در آن از این دیانت جدید به وفور صحبت می‌شد.
پس از مطالعات مقدماتی برای تحصیل در مدرسه علمیه به مشهد رفت. در سال ۱۸۶۱ با چند بابی برخورد کرد و به دیانت بابی گروید و این موجب اخراج فوری او از مدرسه و شهر شد.

## حبس
حاجی آخوند پس از بازگشت به روستای خود، توسط روحانیون محلی هم اخراج و تبعید شد. وی به تهران آمد و در این شهر مقیم گردید. در تهران به بهاءالله ایمان آورد و بهائی شد. گفته شده که وقتی در تهران علیه بهائیان آشوب به پا می‌شد، عمّامه به سر می‌گذاشت و عبای خود را به دور خود می‌پیچید و منتظر می‌نشست تا فراشان بیایند و او را دستگیر کنند.
او بارها در تهران دستگیر شد؛ در سال ۱۸۸۶ به دستور ملاعلی کنی، در سال ۱۸۷۲ به مدت هفت ماه توسط نایب السلطنه، در سال ۱۸۸۲ به مدت دو سال توسط نایب السلطنه، در سال ۱۸۸۷، و در سال ۱۸۹۱ به مدت دو سال همراه با حاجی امین زندانی شد.

## سفرها
حاجی آخوند در سه نوبت در سالهای ۱۸۷۳، ۱۸۸۸، و ۱۸۹۹ به عکا، جایی که بهاءالله و خانواده اش محبوس بودند، سفر کرد. وی مأموریت یافت که بقایای باب را از مکان‌های مخفی متعدد به عکا منتقل کند، جایی که چندین سال این بقایا در آنجا باقی ماند تا سرانجام در مزار باب قرار گرفت. او یکی از چهار ایادی امر بود که شخصاً از سوی شخص بهاءالله منصوب شده بود و تا زمان فوتش در ۴ مارس ۱۹۱۰ مسئولیت بسیاری از فعالیت‌های بهائی را در ایران بر عهده داشت.